# Melanothrix pulchricolor
Melanothrix pulchricolor är en fjärilsart som beskrevs av Felder. Melanothrix pulchricolor ingår i släktet Melanothrix och familjen Eupterotidae. Inga underarter finns listade i Catalogue of Life.